# Lírák II.
A Lírák II. című album az öt évvel korábban megjelent Az Edda két arca című lemez első részét folytatta, amikor újrahangszerelve megjelentek rajta a legszebb lírai EDDA-dalok.

## Számok listája
1. Egyedül Blues – 5:20
2. Egyedül maradtunk – 6:15
3. Utolsó érintés – 5:02
4. Sziklaszív – 5:07
5. Egy álom elég – 5:08
6. Néma völgy – újrafelvéve – 4:03
7. Ezer könny – 0:44
8. Lelkünkből – 6:05
9. Menni kéne már – 5:39
10. Emlékezni – újrafelvéve – 4:45
11. Örökre fennmaradsz – 4:41
12. Hazatérsz – 4:21
13. Vágyom haza – újrafelvéve – 7:07
14. A játék véget ér – újrafelvéve – 5:47

Érdekesség, hogy a lemez borítóján a számok hibás sorrendben szerepelnek. A valósághoz képest a Néma völgy és a Vágyom haza helye felcserélődött. A fenti felsorolásban a valós számsorrend olvasható.

## Az együttes felállása (az újonnan rögzített felvételeken)
- Alapi István – szólógitár
- Gömöry Zsolt – billentyűs hangszerek
- Hetényi Zoltán – dob, ütőhangszerek
- Kicska László – basszusgitár
- Pataky Attila – ének